# Carlos Bustamante Monteverde
Carlos Bustamante Monteverde (Lima, Perú, 6 de mayo de 1951) es un destacado científico peruano estadounidense especializado en el estudio biofísico del ADN y proteínas. Es miembro de la Academia Nacional de Ciencias de Estados Unidos.

## Biografía
Inició sus estudios de medicina en la Facultad de Medicina «San Fernando» de la Universidad Nacional Mayor de San Marcos de Lima, Perú. No obstante, durante una de sus clases con su mentor, el Dr. Ernesto Melgar Salmón, en el Centro de Investigación de Bioquímica y Nutrición de la citada Facultad descubrió su vocación por la bioquímica. Esto lo motivó a cambiar su rumbo académico. Recibió su Bachiller en biología por la Universidad Peruana Cayetano Heredia en Lima. Luego, obtuvo su Maestría en bioquímica por la Universidad Nacional Mayor de San Marcos en Lima, y su Ph.D. en biofísica por la Universidad de California, Berkeley. Bustamante es investigador del Instituto Médico Howard Hughes (HHMI) y profesor de biología molecular y celular, física y química en la Universidad de California, Berkeley, cargo que ocupa desde 1998.
En el transcurso de vida profesional, Carlos Bustamante ha cosechado innumerables reconocimientos internacionales. Desde 2002, es miembro de la Academia Nacional de Ciencias de Estados Unidos y el mismo año recibió los prestigiosos premios de Biological Physics Prize, otorgado por la American Physical Society y el Hans Neurath Prize, de la Protein Society. Asimismo, también fue galardonado con el premio Vilcek 2012, en mérito a sus contribuciones con sendos estudios en investigación en el área biomédica en Estados Unidos.
Carlos Bustamante utiliza métodos novedosos de visualización de una sola molécula, como la microscopía de fuerza de barrido, para estudiar la estructura y la función de los conjuntos de nucleoproteína. Su laboratorio está desarrollando métodos de manipulación de una sola molécula, como pinzas ópticas, para caracterizar la elasticidad del ADN, inducir el despliegue mecánico de moléculas de proteínas individuales e investigar el comportamiento similar a la máquina de los motores moleculares.

## Distinciones
Carlos Bustamante ha recibido a lo largo de su vida las siguientes distinciones:
- Beca de la Fundación Kellogg durante el Máster en Bioquímica (1973-1975)
- Comisión Fulbright e Investigador del Instituto de Educación Internacional (1975-1976)
- Beca Abraham Rosenberg, UC Berkeley (1975-1976)
- Searle Scholar (1984)
- Alfred P. Sloan Foundation Fellow (1985)
- Profesor Presidencial de Química, Universidad de Nuevo México (1986)
- Estado de Nuevo México Eminent Scholar (1989)
- Investigador del Instituto Médico Howard Hughes (1994-1998, 2000-presente)
- Miembro electo de la American Physical Society (1995)
- Miembro del Consejo Asesor de Ciencias del Programa Searle Scholars (1997-2000)
- Miembro del Patronato del IMDEA Nanociencia Institute
- Miembro elegido, Academia Nacional de Ciencias, Biofísica 2002
- Premio Max Dulbruck en Física Biológica (2002)
- En 2005 recibió el Premio Memorial Richtmyer otorgado anualmente por la Asociación Americana de Maestros de Física.
- Premio Alexander Hollaender en Biofísica (2004)
- Doctor honoris causa de la Universidad Nacional Mayor de San Marcos, Lima, Perú
- Premio Vilcek de Ciencias Biomédicas (2012)